# Erin Graham
Erin Graham (* 10. Januar 1980 in Mendon) ist eine US-amerikanische Biathletin.
Erin Graham vom All-Guard Biathlon Team ist Sergeant der US-Nationalgarde und lebt in Essex Junction. Sie gab ihr internationales Debüt 2003 in Obertilliach im Rahmen des Biathlon-Europacups und wurde im ersten Sprint 38. Schon im folgenden Rennen, einem Sprint in Langdorf, gewann sie als 20. erste Punkte. Dort schaffte sie 2005 bei einem Sprint als Siebte auch ihre erste Top-Ten-Platzierung. In Gurnigel konnte sie in einem Supersprintrennen als Zweite hinter Tracy Barnes einmal eine Platzierung auf dem Podium erreichen. In der Gesamtwertung der Saison wurde Graham 27. Bei den Biathlon-Europameisterschaften 2006 in Langdorf erreichte die US-Amerikanerin den 61. Platz im Einzel, wurde 64. des Sprints und verpasste damit um vier Ränge das Verfolgungsrennen und wurde mit Denise Teela, Jill Krause und BethAnn Chamberlain 16. Im weiteren Jahresverlauf nahm sie an den Sommerbiathlon-Weltmeisterschaften 2006 in Ufa teil. In Sibirien nahm sie sowohl an den Rennen im Crosslauf, wo sie 21. des Sprints, 16. der Verfolgung und mit der Mixed-Staffel überrundet wurde, als auch auf Skirollern teil und wurde dort 12. des Sprintrennens. 2007 startete sie in Oberhof und Ruhpolding bei zwei Staffelrennen im Weltcup und wurde 15. beziehungsweise 16. Zum Karrierehöhepunkt wurden die Biathlon-Weltmeisterschaften 2007 in Antholz. In Südtirol lief Graham auf den 85. Platz, die Staffel für die sie vorgesehen war, trat nicht an.
Seit der Saison 2007/08 nimmt Graham nur noch an Rennen in Nordamerika teil. Im Biathlon-NorAm-Cup 2009/10 wurde sie 25. der Gesamtwertung, 2010/11 konnte sie sich ohne jedoch Podiumsplatzierungen zu erreichen bis auf den fünften Rang verbessern. Bei den Nordamerikanischen Meisterschaften im Sommerbiathlon 2011 in Jericho wurde sie Sechste des Einzels und war hinter Emily Shertzer beste Seniorin.

## Biathlon-Weltcup-Platzierungen
Die Tabelle zeigt alle Platzierungen (je nach Austragungsjahr einschließlich Olympische Spiele und Weltmeisterschaften).
- 1.–3. Platz: Anzahl der Podiumsplatzierungen
- Top 10: Anzahl der Platzierungen unter den ersten zehn (einschließlich Podium)
- Punkteränge: Anzahl der Platzierungen innerhalb der Punkteränge (einschließlich Podium und Top 10)
- Starts: Anzahl gelaufener Rennen in der jeweiligen Disziplin
- Staffel: inklusive Mixed- und Single-Mixed-Staffeln

| Platzierung      | Einzel | Sprint | Verfolgung | Massenstart | Staffel | Gesamt |
| ---------------- | ------ | ------ | ---------- | ----------- | ------- | ------ |
| 1. Platz         |        |        |            |             |         |        |
| 2. Platz         |        |        |            |             |         |        |
| 3. Platz         |        |        |            |             |         |        |
| Top 10           |        |        |            |             |         |        |
| Punkteränge      |        |        |            |             | 2       | 2      |
| Starts           |        |        |            |             | 2       | 2      |
| Stand: Ende 2011 |        |        |            |             |         |        |

## Belege
1. ↑  Vermont skiers dominate Guard biathlon championships (Seite nicht mehr abrufbar, festgestellt im April 2018. Suche in Webarchiven)

| Personendaten    | Personendaten               |
| ---------------- | --------------------------- |
| NAME             | Graham, Erin                |
| KURZBESCHREIBUNG | US-amerikanische Biathletin |
| GEBURTSDATUM     | 10. Januar 1980             |
| GEBURTSORT       | Mendon                      |